# Saint-Aoustrille
Saint-Aoustrille település Franciaországban, Indre megyében. Lakosainak száma 211 fő (2022. január 1.). Saint-Aoustrille Issoudun, Lizeray, Neuvy-Pailloux, Saint-Valentin és Thizay községekkel határos.

## Népesség
A település népessége az elmúlt években az alábbi módon változott:
| Lakosok száma | 210  | 153  | 181  | 160  | 204  | 213  | 227  | 232  | 234  | 211  |
|               | 1968 | 1982 | 1990 | 2006 | 2013 | 2015 | 2017 | 2019 | 2020 | 2022 |